# یوخاری سیدلر
یوخاری سیدلر (به ترکی آذربایجانی: Yuxarı Seyidlər) یک منطقه مسکونی در جمهوری آذربایجان است که در شهرستان زرداب واقع شده‌است. یوخاری سیدلر ۷۵۶ نفر جمعیت دارد.